# アイルランド対スコットランドのラグビーテストマッチ

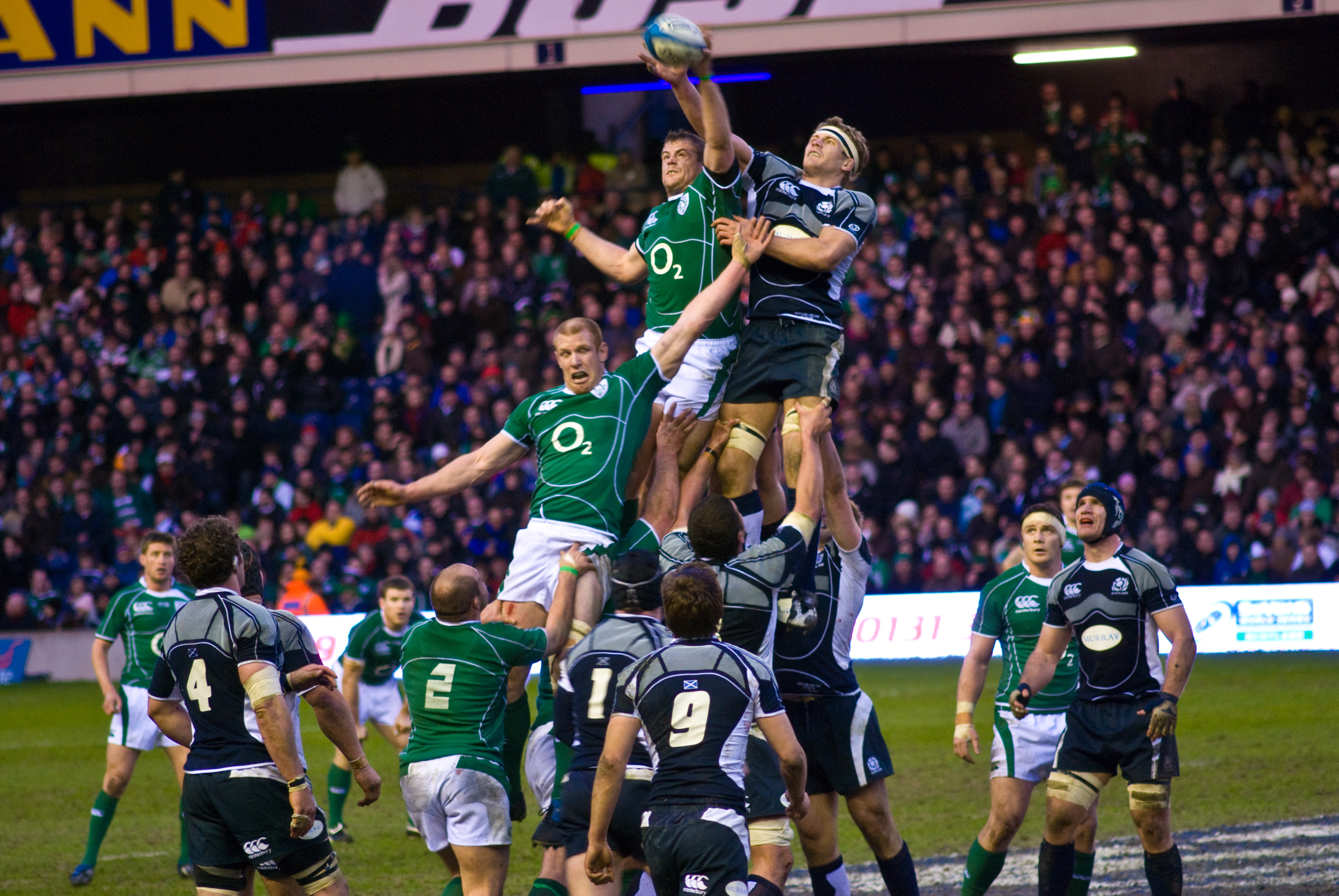
2009年シックス・ネイションズでの両チームの対戦

この項目では、ラグビーユニオンにおいてアイルランド代表とスコットランド代表が対戦したテストマッチについて述べる。この両チームはこれまでに136試合対戦しており、結果はスコットランドの67勝64敗5分である。
両チームの初対戦は1877年2月19日、現在の北アイルランドにあるOrmeau Parkで行われ、スコットランド代表が敵地で勝利した。アイルランド代表がスコットランド代表に初めて勝ったのはその4年後、4度目の対戦でのことだった。アイルランド代表は当時、イングランド代表にも勝ったことが一度もなかったので、このスコットランド代表を破った試合がチームを結成して以来、初のテストマッチ勝利でもあった。
1883年からは、この両チームにイングランド代表とウェールズ代表を加えたブリテン諸島の4チームによる対抗戦が "ホーム・ネイションズ・チャンピオンシップ" という枠組みとなった。これには後にフランス代表とイタリア代表も参加し、現在では "シックス・ネイションズ" という大会になっている。アイルランド代表とスコットランド代表の対戦も、基本的には毎年この大会のなかの一戦として現在まで続いている。対戦が行われなかったのは、第一次世界大戦および第二次世界大戦が起こっていた間と、血の日曜日事件発生により域内情勢が緊迫化し、スコットランド代表がアイルランドへの遠征を拒否した1972年のときである。その一方で1885年には、一度行われた試合が悪天候下でのものだったためやり直しになった例もある。
ワールドカップでの両チームの対戦は、1991年大会で一度組まれており、そのときはスコットランド代表が勝利を収めている。ワールドカップでの2回目の対戦は2019年大会で、このときはアイルランドが勝利を収めた。2003年から2015年にかけてのワールドカップ開催年には、この両チームはシックス・ネイションズ以外にも、ワールドカップへ向けての調整のテストマッチを行っている。
1989年からは、ファイブ/シックス・ネイションズにおける両チームの対戦の勝者に "センテナリー・クウェイク" というものが贈られるようになった。クウェイチとは、スコットランド特有の左右に柄がついた小さなボウルである。

## 対戦結果
| No. | 開催日         | 開催地                       | 勝利チーム     | スコア | 敗戦チーム     | 大会                   |
| --- | -------------- | ---------------------------- | -------------- | ------ | -------------- | ---------------------- |
| 1   | 1877年02月19日 | Ormeau Park                  | スコットランド | 20-0   | アイルランド   |                        |
| 2   | 1879年02月17日 | Ormeau Park                  | スコットランド | 7-0    | アイルランド   |                        |
| 3   | 1880年02月14日 | ハミルトン・クレッセント     | スコットランド | 11-0   | アイルランド   |                        |
| 4   | 1881年02月19日 | Ormeau Park                  | アイルランド   | 3-1    | スコットランド |                        |
| 5   | 1882年02月18日 | ハミルトン・クレッセント     | スコットランド | 2-0    | アイルランド   |                        |
| 6   | 1883年02月17日 | Ormeau Park                  | スコットランド | 4-0    | アイルランド   | ホーム・ネイションズ   |
| 7   | 1884年02月16日 | レイバーン・プレイス         | スコットランド | 8-1    | アイルランド   | ホーム・ネイションズ   |
| 8   | 1885年02月21日 | Ormeau Park                  | スコットランド | 1-0    | アイルランド   | ホーム・ネイションズ   |
| 9   | 1885年03月07日 | レイバーン・プレイス         | スコットランド | 5-0    | アイルランド   | ホーム・ネイションズ   |
| 10  | 1886年02月20日 | レイバーン・プレイス         | スコットランド | 14-0   | アイルランド   | ホーム・ネイションズ   |
| 11  | 1887年02月19日 | Ormeau Park                  | スコットランド | 8-0    | アイルランド   | ホーム・ネイションズ   |
| 12  | 1888年03月10日 | レイバーン・プレイス         | スコットランド | 3-0    | アイルランド   | ホーム・ネイションズ   |
| 13  | 1889年02月16日 | Ormeau Park                  | スコットランド | 3-0    | アイルランド   | ホーム・ネイションズ   |
| 14  | 1890年02月22日 | レイバーン・プレイス         | スコットランド | 5-0    | アイルランド   | ホーム・ネイションズ   |
| 15  | 1891年02月21日 | Ballynafeigh                 | スコットランド | 14-0   | アイルランド   | ホーム・ネイションズ   |
| 16  | 1892年02月20日 | レイバーン・プレイス         | スコットランド | 2-0    | アイルランド   | ホーム・ネイションズ   |
| 17  | 1893年02月18日 | Ballynafeigh                 | 引き分け       | 0-0    | 引き分け       | ホーム・ネイションズ   |
| 18  | 1894年02月24日 | ランズダウン・ロード         | アイルランド   | 5-0    | スコットランド | ホーム・ネイションズ   |
| 19  | 1895年03月02日 | レイバーン・プレイス         | スコットランド | 6-0    | アイルランド   | ホーム・ネイションズ   |
| 20  | 1896年02月15日 | ランズダウン・ロード         | 引き分け       | 0-0    | 引き分け       | ホーム・ネイションズ   |
| 21  | 1897年02月20日 | Powderhall                   | スコットランド | 8-3    | アイルランド   | ホーム・ネイションズ   |
| 22  | 1898年02月19日 | バルモラル・ショーグラウンズ | スコットランド | 8-0    | アイルランド   | ホーム・ネイションズ   |
| 23  | 1899年02月18日 | Inverleith                   | アイルランド   | 9-3    | スコットランド | ホーム・ネイションズ   |
| 24  | 1900年02月24日 | ランズダウン・ロード         | 引き分け       | 0-0    | 引き分け       | ホーム・ネイションズ   |
| 25  | 1901年02月23日 | Inverleith                   | スコットランド | 9-5    | アイルランド   | ホーム・ネイションズ   |
| 26  | 1902年02月22日 | バルモラル・ショーグラウンズ | アイルランド   | 5-0    | スコットランド | ホーム・ネイションズ   |
| 27  | 1903年02月28日 | Inverleith                   | スコットランド | 3-0    | アイルランド   | ホーム・ネイションズ   |
| 28  | 1904年02月27日 | ランズダウン・ロード         | スコットランド | 19-3   | アイルランド   | ホーム・ネイションズ   |
| 29  | 1905年02月25日 | Inverleith                   | アイルランド   | 11-5   | スコットランド | ホーム・ネイションズ   |
| 30  | 1906年02月24日 | ランズダウン・ロード         | スコットランド | 13-6   | アイルランド   | ホーム・ネイションズ   |
| 31  | 1907年02月23日 | Inverleith                   | スコットランド | 15-3   | アイルランド   | ホーム・ネイションズ   |
| 32  | 1908年02月29日 | ランズダウン・ロード         | アイルランド   | 16-11  | スコットランド | ホーム・ネイションズ   |
| 33  | 1909年02月27日 | Inverleith                   | スコットランド | 9-3    | アイルランド   | ホーム・ネイションズ   |
| 34  | 1910年02月26日 | バルモラル・ショーグラウンズ | スコットランド | 14-0   | アイルランド   | ファイブ・ネイションズ |
| 35  | 1911年02月25日 | Inverleith                   | アイルランド   | 16-10  | スコットランド | ファイブ・ネイションズ |
| 36  | 1912年02月24日 | ランズダウン・ロード         | アイルランド   | 10-8   | スコットランド | ファイブ・ネイションズ |
| 37  | 1913年02月22日 | Inverleith                   | スコットランド | 29-14  | アイルランド   | ファイブ・ネイションズ |
| 38  | 1914年02月28日 | ランズダウン・ロード         | アイルランド   | 6-0    | スコットランド | ファイブ・ネイションズ |
| 39  | 1920年02月28日 | Inverleith                   | スコットランド | 19-0   | アイルランド   | ファイブ・ネイションズ |
| 40  | 1921年02月26日 | ランズダウン・ロード         | アイルランド   | 9-8    | スコットランド | ファイブ・ネイションズ |
| 41  | 1922年02月25日 | Inverleith                   | スコットランド | 6-3    | アイルランド   | ファイブ・ネイションズ |
| 42  | 1923年02月24日 | ランズダウン・ロード         | スコットランド | 13-3   | アイルランド   | ファイブ・ネイションズ |
| 43  | 1924年02月23日 | Inverleith                   | スコットランド | 13-8   | アイルランド   | ファイブ・ネイションズ |
| 44  | 1925年02月28日 | ランズダウン・ロード         | スコットランド | 14-8   | アイルランド   | ファイブ・ネイションズ |
| 45  | 1926年02月27日 | マレーフィールド・スタジアム | アイルランド   | 3-0    | スコットランド | ファイブ・ネイションズ |
| 46  | 1927年02月26日 | ランズダウン・ロード         | アイルランド   | 6-0    | スコットランド | ファイブ・ネイションズ |
| 47  | 1928年02月25日 | マレーフィールド・スタジアム | アイルランド   | 13-5   | スコットランド | ファイブ・ネイションズ |
| 48  | 1929年02月23日 | ランズダウン・ロード         | スコットランド | 16-7   | アイルランド   | ファイブ・ネイションズ |
| 49  | 1930年02月22日 | マレーフィールド・スタジアム | アイルランド   | 14-11  | スコットランド | ファイブ・ネイションズ |
| 50  | 1931年02月28日 | ランズダウン・ロード         | アイルランド   | 8-5    | スコットランド | ファイブ・ネイションズ |
| 51  | 1932年02月27日 | マレーフィールド・スタジアム | アイルランド   | 20-8   | スコットランド | ホーム・ネイションズ   |
| 52  | 1933年04月01日 | ランズダウン・ロード         | スコットランド | 8-6    | アイルランド   | ホーム・ネイションズ   |
| 53  | 1934年02月24日 | マレーフィールド・スタジアム | スコットランド | 16-9   | アイルランド   | ホーム・ネイションズ   |
| 54  | 1935年02月23日 | ランズダウン・ロード         | アイルランド   | 12-5   | スコットランド | ホーム・ネイションズ   |
| 55  | 1936年02月22日 | マレーフィールド・スタジアム | アイルランド   | 10-4   | スコットランド | ホーム・ネイションズ   |
| 56  | 1937年02月27日 | ランズダウン・ロード         | アイルランド   | 11-4   | スコットランド | ホーム・ネイションズ   |
| 57  | 1938年02月26日 | マレーフィールド・スタジアム | スコットランド | 23-14  | アイルランド   | ホーム・ネイションズ   |
| 58  | 1939年02月25日 | ランズダウン・ロード         | アイルランド   | 12-3   | スコットランド | ホーム・ネイションズ   |
| 59  | 1947年02月22日 | マレーフィールド・スタジアム | アイルランド   | 3-0    | スコットランド | ファイブ・ネイションズ |
| 60  | 1948年02月28日 | ランズダウン・ロード         | アイルランド   | 6-0    | スコットランド | ファイブ・ネイションズ |
| 61  | 1949年02月26日 | マレーフィールド・スタジアム | アイルランド   | 13-3   | スコットランド | ファイブ・ネイションズ |
| 62  | 1950年02月25日 | ランズダウン・ロード         | アイルランド   | 21-0   | スコットランド | ファイブ・ネイションズ |
| 63  | 1951年02月24日 | マレーフィールド・スタジアム | アイルランド   | 6-5    | スコットランド | ファイブ・ネイションズ |
| 64  | 1952年02月23日 | ランズダウン・ロード         | アイルランド   | 12-8   | スコットランド | ファイブ・ネイションズ |
| 65  | 1953年02月28日 | マレーフィールド・スタジアム | アイルランド   | 26-8   | スコットランド | ファイブ・ネイションズ |
| 66  | 1954年02月27日 | レイブンヒル・スタジアム     | アイルランド   | 6-0    | スコットランド | ファイブ・ネイションズ |
| 67  | 1955年02月26日 | マレーフィールド・スタジアム | スコットランド | 12-3   | アイルランド   | ファイブ・ネイションズ |
| 68  | 1956年02月25日 | ランズダウン・ロード         | アイルランド   | 14-10  | スコットランド | ファイブ・ネイションズ |
| 69  | 1957年02月23日 | マレーフィールド・スタジアム | アイルランド   | 5-3    | スコットランド | ファイブ・ネイションズ |
| 70  | 1958年03月01日 | ランズダウン・ロード         | アイルランド   | 12-6   | スコットランド | ファイブ・ネイションズ |
| 71  | 1959年02月28日 | マレーフィールド・スタジアム | アイルランド   | 8-3    | スコットランド | ファイブ・ネイションズ |
| 72  | 1960年02月27日 | ランズダウン・ロード         | スコットランド | 6-5    | アイルランド   | ファイブ・ネイションズ |
| 73  | 1961年02月25日 | マレーフィールド・スタジアム | スコットランド | 16-8   | アイルランド   | ファイブ・ネイションズ |
| 74  | 1962年02月24日 | ランズダウン・ロード         | スコットランド | 20-6   | アイルランド   | ファイブ・ネイションズ |
| 75  | 1963年02月23日 | マレーフィールド・スタジアム | スコットランド | 3-0    | アイルランド   | ファイブ・ネイションズ |
| 76  | 1964年02月22日 | ランズダウン・ロード         | スコットランド | 6-3    | アイルランド   | ファイブ・ネイションズ |
| 77  | 1965年02月27日 | マレーフィールド・スタジアム | アイルランド   | 16-6   | スコットランド | ファイブ・ネイションズ |
| 78  | 1966年02月26日 | ランズダウン・ロード         | スコットランド | 11-3   | アイルランド   | ファイブ・ネイションズ |
| 79  | 1967年02月25日 | マレーフィールド・スタジアム | アイルランド   | 5-3    | スコットランド | ファイブ・ネイションズ |
| 80  | 1968年02月24日 | ランズダウン・ロード         | アイルランド   | 14-6   | スコットランド | ファイブ・ネイションズ |
| 81  | 1969年02月22日 | マレーフィールド・スタジアム | アイルランド   | 16-0   | スコットランド | ファイブ・ネイションズ |
| 82  | 1970年02月28日 | ランズダウン・ロード         | アイルランド   | 16-11  | スコットランド | ファイブ・ネイションズ |
| 83  | 1971年02月27日 | マレーフィールド・スタジアム | アイルランド   | 17-5   | スコットランド | ファイブ・ネイションズ |
| 84  | 1973年02月24日 | マレーフィールド・スタジアム | スコットランド | 19-14  | アイルランド   | ファイブ・ネイションズ |
| 85  | 1974年03月02日 | ランズダウン・ロード         | アイルランド   | 9-6    | スコットランド | ファイブ・ネイションズ |
| 86  | 1975年02月01日 | マレーフィールド・スタジアム | スコットランド | 20-13  | アイルランド   | ファイブ・ネイションズ |
| 87  | 1976年03月20日 | ランズダウン・ロード         | スコットランド | 15-6   | アイルランド   | ファイブ・ネイションズ |
| 88  | 1977年02月19日 | マレーフィールド・スタジアム | スコットランド | 21-18  | アイルランド   | ファイブ・ネイションズ |
| 89  | 1978年01月21日 | ランズダウン・ロード         | アイルランド   | 12-9   | スコットランド | ファイブ・ネイションズ |
| 90  | 1979年03月03日 | マレーフィールド・スタジアム | 引き分け       | 11-11  | 引き分け       | ファイブ・ネイションズ |
| 91  | 1980年02月02日 | ランズダウン・ロード         | アイルランド   | 22-15  | スコットランド | ファイブ・ネイションズ |
| 92  | 1981年03月21日 | マレーフィールド・スタジアム | スコットランド | 10-9   | アイルランド   | ファイブ・ネイションズ |
| 93  | 1982年02月20日 | ランズダウン・ロード         | アイルランド   | 21-12  | スコットランド | ファイブ・ネイションズ |
| 94  | 1983年01月15日 | マレーフィールド・スタジアム | アイルランド   | 15-13  | スコットランド | ファイブ・ネイションズ |
| 95  | 1984年03月03日 | ランズダウン・ロード         | スコットランド | 32-9   | アイルランド   | ファイブ・ネイションズ |
| 96  | 1985年02月02日 | マレーフィールド・スタジアム | アイルランド   | 18-15  | スコットランド | ファイブ・ネイションズ |
| 97  | 1986年03月15日 | ランズダウン・ロード         | スコットランド | 10-9   | アイルランド   | ファイブ・ネイションズ |
| 98  | 1987年02月21日 | マレーフィールド・スタジアム | スコットランド | 16-12  | アイルランド   | ファイブ・ネイションズ |
| 99  | 1988年01月16日 | ランズダウン・ロード         | アイルランド   | 22-18  | スコットランド | ファイブ・ネイションズ |
| 100 | 1989年03月04日 | マレーフィールド・スタジアム | スコットランド | 37-21  | アイルランド   | ファイブ・ネイションズ |
| 101 | 1990年02月03日 | ランズダウン・ロード         | スコットランド | 13-10  | アイルランド   | ファイブ・ネイションズ |
| 102 | 1991年03月16日 | マレーフィールド・スタジアム | スコットランド | 28-25  | アイルランド   | ファイブ・ネイションズ |
| 103 | 1991年10月12日 | マレーフィールド・スタジアム | スコットランド | 24-15  | アイルランド   | ワールドカップ プールB |
| 104 | 1992年02月15日 | ランズダウン・ロード         | スコットランド | 18-10  | アイルランド   | ファイブ・ネイションズ |
| 105 | 1993年01月16日 | マレーフィールド・スタジアム | スコットランド | 15-3   | アイルランド   | ファイブ・ネイションズ |
| 106 | 1994年03月05日 | ランズダウン・ロード         | 引き分け       | 6-6    | 引き分け       | ファイブ・ネイションズ |
| 107 | 1995年02月04日 | マレーフィールド・スタジアム | スコットランド | 26-13  | アイルランド   | ファイブ・ネイションズ |
| 108 | 1996年01月20日 | ランズダウン・ロード         | スコットランド | 16-10  | アイルランド   | ファイブ・ネイションズ |
| 109 | 1997年03月01日 | マレーフィールド・スタジアム | スコットランド | 38-10  | アイルランド   | ファイブ・ネイションズ |
| 110 | 1998年02月07日 | ランズダウン・ロード         | スコットランド | 17-16  | アイルランド   | ファイブ・ネイションズ |
| 111 | 1999年03月20日 | マレーフィールド・スタジアム | スコットランド | 30-13  | アイルランド   | ファイブ・ネイションズ |
| 112 | 2000年02月19日 | ランズダウン・ロード         | アイルランド   | 44-22  | スコットランド | シックス・ネイションズ |
| 113 | 2001年09月22日 | マレーフィールド・スタジアム | スコットランド | 32-10  | アイルランド   | シックス・ネイションズ |
| 114 | 2002年03月02日 | ランズダウン・ロード         | アイルランド   | 43-22  | スコットランド | シックス・ネイションズ |
| 115 | 2003年02月16日 | マレーフィールド・スタジアム | アイルランド   | 36-6   | スコットランド | シックス・ネイションズ |
| 116 | 2003年09月06日 | マレーフィールド・スタジアム | アイルランド   | 29-10  | スコットランド |                        |
| 117 | 2004年03月27日 | ランズダウン・ロード         | アイルランド   | 37-16  | スコットランド | シックス・ネイションズ |
| 118 | 2005年02月12日 | マレーフィールド・スタジアム | アイルランド   | 40-13  | スコットランド | シックス・ネイションズ |
| 119 | 2006年03月11日 | ランズダウン・ロード         | アイルランド   | 15-9   | スコットランド | シックス・ネイションズ |
| 120 | 2007年03月10日 | マレーフィールド・スタジアム | アイルランド   | 19-18  | スコットランド | シックス・ネイションズ |
| 121 | 2007年08月11日 | マレーフィールド・スタジアム | スコットランド | 31-21  | アイルランド   |                        |
| 122 | 2008年02月23日 | クローク・パーク             | アイルランド   | 34-13  | スコットランド | シックス・ネイションズ |
| 123 | 2009年03月14日 | マレーフィールド・スタジアム | アイルランド   | 22-15  | スコットランド | シックス・ネイションズ |
| 124 | 2010年03月20日 | クローク・パーク             | スコットランド | 23-20  | アイルランド   | シックス・ネイションズ |
| 125 | 2011年02月27日 | マレーフィールド・スタジアム | アイルランド   | 21-18  | スコットランド | シックス・ネイションズ |
| 126 | 2011年08月06日 | マレーフィールド・スタジアム | スコットランド | 10-6   | アイルランド   |                        |
| 127 | 2012年03月10日 | アビバ・スタジアム           | アイルランド   | 32-14  | スコットランド | シックス・ネイションズ |
| 128 | 2013年02月24日 | マレーフィールド・スタジアム | スコットランド | 12-8   | アイルランド   | シックス・ネイションズ |
| 129 | 2014年02月02日 | アビバ・スタジアム           | アイルランド   | 28-6   | スコットランド | シックス・ネイションズ |
| 130 | 2015年03月21日 | マレーフィールド・スタジアム | アイルランド   | 40-10  | スコットランド | シックス・ネイションズ |
| 131 | 2015年08月15日 | アビバ・スタジアム           | アイルランド   | 28-22  | スコットランド |                        |
| 132 | 2016年03月19日 | アビバ・スタジアム           | アイルランド   | 35-25  | スコットランド | シックス・ネイションズ |
| 133 | 2017年02月04日 | マレーフィールド・スタジアム | スコットランド | 27-22  | アイルランド   | シックス・ネイションズ |
| 134 | 2018年03月10日 | アビバ・スタジアム           | アイルランド   | 28-8   | スコットランド | シックス・ネイションズ |
| 135 | 2019年02月09日 | マレーフィールド・スタジアム | アイルランド   | 22-13  | スコットランド | シックス・ネイションズ |
| 136 | 2019年09月22日 | 横浜国際総合競技場           | アイルランド   | 27-3   | スコットランド | ワールドカップ プールA |